# Samedi
Los Samedi son una línea de sangre existente en el Mundo de Tinieblas, y dentro de éste en el juego de rol Vampiro: la mascarada.
Esta línea de sangre fue concebida originalmente como guardaespaldas de los demás vampiros, que contrataban sus servicios a cambio de dinero o favores. Se rumorea que están emparentados con los clanes Giovanni y con los Nosferatu, y que normalmente no aceptan contratos que supongan tener que luchar contra cualquiera de esos dos clanes (Salvo excepciones).
Normalmente se mantienen independientes, aunque algunos forman parte de La Camarilla o El Sabbat.

## Origen
Quizá dos o tres de los Vampiros más ancianos de la línea saben la verdad sobre su origen: Hace muchos, muchos siglos los Samedi no existían. Formaban parte del Clan Capadocio. El fundador de este Clan, Sargón (También llamado Ashur y Laodiceo) llamó a todos sus descendientes, que se contaban por miles, y los juzgó, provocando la destrucción de muchos de ellos. Algunos Capadocios, por diferentes motivos, no acudieron a la llamada, siendo posteriormente cazados por su Clan y siglos después, por los Giovanni.
Los pocos que sobrevivieron como El Barón Samedi y alguno de sus chiquillos se refugiaron en secreto en Portugal y posteriormente partieron al Caribe. En dicho lugar su aspecto cambió, volviéndose cada vez más tétricos y más parecidos a los muertos. Hoy en día su apariencia es similar a la de los Zombies más putrefactos, siendo irreconocibles por cualquiera que hubiese conocido a los antiguos en su origen. Su verdadero origen es un secreto que solo conocen El Barón Samedi y un pequeño puñado de antiguos Samedi.

## Disciplinas
Las disciplinas de esta línea de sangre son Fortaleza, Ofuscación y Tanatosis.
La Fortaleza les confiere resistencia sobrenatural.
La Ofuscación les confiere la capacidad de engañar a los demás mediante invisibilidad o aparentando ser otras personas de distinto aspecto.
La Tanatosis es una disciplina que solo conoce la línea de sangre Samedi y que está relacionada con la muerte y la putrefacción.

## Algunos Samedi notables son
- El Barón Samedi, supuesto fundador y líder de la línea de Sangre. Este poderoso Vampiro, un Matusalén de la quinta generación sigue involucrado en la Yihad y asegura que su línea de Sangre aún tiene un papel que cumplir en el futuro de todos los Vástagos. Vive en Haití.
- Genina. Antigua y terrible Vampira que ha cometido terribles crímenes contra La Camarilla y que ha sido incluida en La Lista Roja, una Caza de Sangre permanente por parte de toda la Secta. Vaga por los Estados Unidos.
- Macoute. Es un poderoso y antiguo Samedi, descendiente del Barón. Ocasionalmente finge ser el propio Barón, su sire. Vive en Haití.
- Juguete. Es un bebé cuyo sire se desconoce ¿Qué Samedi monstruoso convertiría a un bebé en vampiro? Forma parte de La Manada del Sabbat de Montreal conocida como Los Miserables y es la Mascota del Sabbat de dicha ciudad, participando en muchos de los juegos y los Ritae de la Secta a nivel local.